# سومايلا سيديبي
سوميلا سيديبي (من مواليد 15 يونيو 1992 في باماكو) هو لاعب كرة قدم مالي يلعب لصالح اتحاد الجزائر في الرابطة الجزائرية المحترفة الأولى. يلعب في خط الوسط.

## مع النادي
في كانون الثاني / يناير عام 2015 ، وقع عقدا لمدة ثلاث سنوات ونصف في الرابطة الجزائرية المحترفة الأولى مع نادي مولودية بجاية، ليصبح أول لاعب أجنبي في تاريخ النادي.

## المشاركة الدولية
سيديبي كان عضوا مع منتخب مالي الوطني تحت 20 عاما لكرة القدم في كأس العالم تحت 20 سنة لكرة القدم 2011 في كولومبيا، حيث شارك في المباريات الثلاثة مع منتخب مالي.

## انجازات
مولودية بجاية
- كأس الجزائر: 2015

## وصلات خارجية
- سومايلا سيديبي على موقع الاتحاد الدولي (مؤرشف)  (الإنجليزية)
- سومايلا سيديبي على موقع قاعدة بيانات كرة القدم.إي يو (الإنجليزية)
- سومايلا سيديبي على موقع ناشيونال فوتبول تيمز (الإنجليزية)
- سومايلا سيديبي على موقع Soccerway.com (الإنجليزية)